# 熊邦賢
熊邦賢（15世紀—16世紀），號賓嶽，晚號狷硜子，江西南康府安義縣依仁里人，明朝政治人物。

## 生平
熊邦賢是萬曆十年（1582年）壬午科江西鄉試第八十五名舉人，授臨高知縣，因病辭官，回鄉後在西山講學，設立書院，士子都前來學習，著有《公車學步》、《詞林拾唾》、《海國鳴琴》，集帙並題名為《狷硜子集》。

## 引用
1. 1 2  同治《安義縣志·卷九·人物志》：熊邦賢，號賓嶽，晚號狷硜子，依仁里人，舉人，選廣東臨高縣令，以疾致仕，學問博洽，為文深得六一之神，以名孝廉講學西山，創立書院，來學者相望於道，著有《公車學步》、《詞林拾唾》、《海國鳴琴》，世德流芳，頹波砥柱，帙題曰《狷硜子集》。 新增
2. ↑  同治《安義縣志·卷七·選舉》：鄉舉……明……萬厯十年壬午科 熊邦賢 依仁里人，見仕籍，省志，府志